# 45 Grave
I 45 Grave sono un gruppo statunitense della scena Death rock, formatosi nel 1979. La formazione originale si sciolse nel 1985, ma recentemente la cantante Dinah Cancer ha riunito la band.
Il gruppo si forma a Los Angeles, California durante il movimento punk rock. Nel 1980 incidono la loro prima canzone Riboflavin Flavored, Non-Carbonated, PolyUnsaturated Blood, una cover di un cult dei Don Hinson And The Rigamorticians del 1964.
Nel 2005, per commemorare il venticinquesimo anniversario, la band si ricostituisce con una nuova formazione.

## Storia della band
La band è stata formata a Los Angeles, California da Paul B. Cutler, negli anni del movimento punk, sotto il nome Vox Pop. I membri originali erano la vocalist Dinah Cancer (vero nome Mary Ann Simms), Paul B. Cutler alla chitarra, Rob Ritter, noto anche come Rob Graves al basso, Don Bolles alla batteria. Bolles sostiene che il nome che la band assumerà in seguito, ovvero 45 Grave deriva da un misterioso pulsante trovato in un mercatino dell'usato dove c'era scritto "WE DIG 45 GRAVE" (letteralmente, dall'inglese: Scaviamo la tomba 45). 
Nel 1980 viene pubblicata la prima canzone della band, intitolata Riboflavin Flavored, Non-Carbonated, Polyunsaturated Blood (cover di una canzone omonima di tipo demenziale del 1964 cantata da Don Hinson and The Rigamorticians), che diventerà la loro signature song. Presto la band inizierà a cantare le canzoni composte da Cutler per la sua precedente band, i Consumers, riscrivendo i testi per adattarli di più allo stile della band e della cantante Dinah Cancer. Un'altra canzone firma dei 45 Grave è Evil, e la band è inoltre apparsa nel film di culto Blade Runner di Ridley Scott.
Nonostante non avesse ottenuto un successo particolarmente clamoroso, la band è oggi considerata una delle maggiori del genere gothic rock.

## Riformazione
Nel 2005, la band si è riformata, dopo la divisione nel 1990, per celebrare il suo 25º anniversario. L'unico membro originale presente anche nella nuova formazione era Dinah Cancer. Tra i nuovi membri c'era il chitarrista Rikk Agnew, che aveva fatto parte dei Christian Death. I 45 Grave hanno eseguito la canzone principale del film del 2009 Night of the Demons, remake di un film di culto del 1987. Nel 2010 si è unito alla band il fratello di Rikk Agnew, Frank Agnew.

## Discografia

### Album in studio
- 1983 - Sleep in Safety

### EP
- 1983 - Phantoms
- 1984 - What Is 45 Grave? A Tale of a Strange Phenomena

### Singoli
- 1981 - Black Cross/Wax
- 1984 - Party Time/School's Out

### Raccolte
- 1980 - Darker Skratcher
- 1982 - Hell Comes to Your House
- 1987 - Autopsy
- 1989 - Only the Good Die Young
- 1993 - Debasement Tapes

## Formazione

### Formazione attuale
- Dinah Cancer - voce (1979-1990, 2004-presente)
- Tom Coyne - batteria (2008-presente)
- Brandden Blackwell - basso (2009-presente)
- Frank Agnew - chitarra (2010-presente)
- Dylan Thomas - chitarra (2014-presente)

### Ex componenti
- Paul B. Cutler - chitarra, cori, tastiere (1979-1990)
- Rob Ritter - basso, cori (1979-1990)
- Don Bolles - batteria, cori (1979-1990)
- Paul Roessler - tastiere, cori
- Pat Smear - chitarra (1981)
- Mikey Borens - chitarra (1983-84)
- Lisa Pifer - basso (2004-2009)
- Jamie Pina - chitarra (2004-2006)
- Rikk Agnew - chitarra (2004-2005)
- Mike "Thrashhead" Sullivan - batteria (2004-2007)
- L. Ron Jeremy - chitarra (2006-2010)
- Kenton Holmes - chitarra (2006-2010)
- Stevyn Grey - batteria (2007-2008)
- Mark Bolton - chitarra (2011-2014)

### Turnisti
- Del Hopkins - batteria, tastiere (1980-1986)
- Bruce Duff - basso (1983-1985)